# Catedral de Santa María Asunta y San Canio Obispo
La Catedral de Santa Maria Asunta y San Canio obispo es la catedral de la Arquidiócesis de Acerenza, Basilicata ciudad de poco menos de 3.000 habitantes.

## Historia
La catedral actual se edificó entre el siglo XI y el siglo XIII, sobre las ruinas de una iglesia paleocristiana precedente, que se levantaba sobre lo que quedaba de un templo antiguo de época romana dedicado a Ercole Acheruntino.
El trabajo de construcción empezó gracias a la generosidad de Roberto el Guiscardo en 1059 pero fue terminado por su sucesor Arnoldo que puso la catedral a disposición de los Normandos. En 1281 la catedral sufrió unos cambios y asumió características góticas-románicas.
El edificio fue dañado por un terremoto y fue abandonado por el pueblo en 1456. Solo en 1524, gracias a Ferillo de Acerenza, la Catedral vio su restauración y se añadieron dos campanarios y en 1555 consagraron la cripta otra vez. En el mismo año Maestro Pietro di Muro Lucano modificó el campanario derecho, añadiendo elementos renacentistas.
Después del terremoto de 1921 remplazaron la cúpula con una terraza pero en 1934 reconstruyeron la cúpula porque el terremoto de 1930 había dañado fuertemente su forma cilíndrica. En 1953 cambiaron la estructura general de la Catedral añadiendo una escalera central que conduce al presbiterio y las escaleras laterales que conectan la parte superior con la inferior. En 1954 papa Pio XII proclamó la Catedral basílica menor. Entre 1975 y 1977 rehicieron los pavimentos.